# Пак Сун Дже
Пак Сун Дже (кор. 박성제; нар. 3 серпня 1988, Сеул) — південнокорейський хокеїст, що грав на позиції воротаря. Грав за збірну команду Південної Кореї.

## Ігрова кар'єра
Професійну хокейну кар'єру розпочав 2009 року.
Усю професійну клубну ігрову кар'єру, що тривала 10 років, провів, захищаючи кольори команд Азійської хокейної ліги Хай1, «Деймунг Сангму» та «Анян Халла».
Виступав за юніорську та молодіжну збірну Південної Кореї. Грав за збірну Південної Кореї. У складі збірної на Зимових Азійських іграх здобув срібло в 2017 році та бронзові нагороди в 2011 році.

## Нагороди та досягнення
- Чемпіон Азійської хокейної ліги в складі «Анян Халла» — 2011.